# 충돌들뜸

충돌들뜸의 모식도.

충돌들뜸(Collisional excitation)은 충돌 상대의 병진 운동 에너지가 반응체의 내부 에너지로 전환되는 과정이다. 천문학에서 충돌들뜸은 행성상 성운, H II 영역 등의 전자기 스펙트럼에 나타나는 분광선을 만들어낸다.
이런 천체들은 대부분의 원자들이 성운 가스 속에 파묻혀 있는 뜨거운 항성에서 나온 광자로 인해 전자를 잃고 이온화된다. 잃어진 전자를 광전자라고 하는데, 이 광전자가 가스 내의 원자나 이온과 충돌하여 들뜨게 만든다. 이렇게 들뜬 원자·이온들은 바닥상태로 돌아가면서 광자를 방사한다. 이 광자로 인해 생기는 분광선을 충돌들뜸선(약자 CEL; Collisionally Excited Lines)이라고 한다.